# Municipio de Graham (Minnesota)
El municipio de Graham (en inglés: Graham Township) es un municipio ubicado en el condado de Benton en el estado estadounidense de Minnesota. En el año 2010 tenía una población de 582 habitantes y una densidad poblacional de 6,12 personas por km².

## Geografía
El municipio de Graham se encuentra ubicado en las coordenadas 45°46′45″N 94°4′10″O / 45.77917, -94.06944. Según la Oficina del Censo de los Estados Unidos, el municipio tiene una superficie total de 95.05 km², de la cual 95.01 km² corresponden a tierra firme y (0.04%) 0.04 km² es agua.

## Demografía
Según el censo de 2010, había 582 personas residiendo en el municipio de Graham. La densidad de población era de 6,12 hab./km². De los 582 habitantes, el municipio de Graham estaba compuesto por el 93.47% blancos, el 0.69% eran afroamericanos, el 0.34% eran amerindios, el 1.55% eran asiáticos, el 0.17% eran isleños del Pacífico, el 1.37% eran de otras razas y el 2.41% pertenecían a dos o más razas. Del total de la población el 2.06% eran hispanos o latinos de cualquier raza.